# I am the law
I am the law is DJ Promo's eerste vinyl-uitgave, uitgebracht in 1996 toen hardcore weer uit de mainstream kwam en verderging in de underground scene.

## Inhoud
- A1 - I Am The Law (Remix) (4:08)
- A2 - I Am The Law (Original) (4:31)
- B1 - Feel The Vibe (4:49)
- B2 - Blastin' The System (6:12)

## Artiesten
- The Judges: R. Ursem.
- DJ Promo: Sebastian Hoff.